# 圣维托雷-德尔拉齐奥
圣维托雷-德尔拉齐奥（義大利語：San Vittore del Lazio），是意大利弗罗西诺内省的一个市镇。总面积27.12平方公里，人口2742人，人口密度101.1人/平方公里（2009年）。ISTAT代码为060070。